# Milton, Delaware
Milton är en ort i Sussex County i delstaten Delaware, USA.